# Reykjavíkurkjördæmi norður

Il distretto elettorale di Reykjavík Nord

Il distretto elettorale di Reykjavík Nord (in islandese: Reykjavík norður) è uno dei sei distretti elettorali dell'Islanda. Comprende la parte settentrionale della città di Reykjavík. Ha 11 rappresentanti nell'Alþingi. Il distretto elettorale è stato istituito nel 2003 quando il distretto elettorale di Reykjavík è stato diviso in due. Il distretto elettorale attualmente elegge nove dei 63 membri dell'Althing utilizzando il sistema elettorale a rappresentanza proporzionale a lista aperta di partito. Alle elezioni parlamentari del 2021 aveva 45.361 elettori registrati.

## Sistema elettorale
Reykjavík Nord attualmente elegge nove dei 63 membri dell'Alþingi utilizzando il sistema elettorale a rappresentanza proporzionale a lista di partito aperto. I seggi elettorali sono assegnati utilizzando il metodo D'Hondt. I seggi compensativi (equalisation seas) sono calcolati in base al voto nazionale e sono assegnati utilizzando il metodo D'Hondt a livello di distretto elettorale. Concorrono per i seggi compensativi solo i partiti che raggiungono la soglia nazionale del 5%. 